# トゥパック:レザレクション
トゥパック：レザレクション（Tupac: Resurrection）は2003年1月22日にアメリカ、2004年7月2日にイギリスで公開されたドキュメンタリー映画。黒人ラッパー、2パックの生涯を描く。